# Valencia CF
Valencia Club de Fútbol (tiếng Tây Ban Nha: [baˈlenθja ˈkluβ ðe ˈfuðβol], tiếng Valencia: València Club de Futbol [vaˈlensia ˈklub de fubˈbɔl]), thường được gọi là Valencia CF hoặc đơn giản là Valencia, là một câu lạc bộ bóng đá có trụ sở tại Valencia. Họ chơi tại Giải bóng đá vô địch quốc gia Tây Ban Nha (La Liga). Valencia đã giành được 6 chức vô địch La Liga, 8 chức vô địch Cúp Nhà vua Tây Ban Nha và 2 Siêu cúp Tây Ban Nha. Ở đấu trường châu Âu, họ giành được 2 danh hiệu Inter-Cities Fairs Cup (tiền thân của Cúp UEFA), 1 Cúp UEFA, 1 UEFA Cup Winners' Cup, 2 Siêu cúp châu Âu và 1 UEFA Intertoto Cup. Họ cũng vào đến 2 trận chung kết UEFA Champions League liên tiếp, thua trước kình địch La Liga Real Madrid vào năm 2000 và câu lạc bộ Đức Bayern Munich trên loạt sút luân lưu sau khi hòa 1–1 vào năm 2001.
Valencia được thành lập vào năm 1919 và họ chơi các trận đấu sân nhà tại sân vận động Mestalla 49.500 chỗ ngồi kể từ năm 1923.

## Lịch sử
Câu lạc bộ được thành lập vào năm 1919, với vị chủ tịch đầu tiên là Octavio Augusto Milego Díaz. Người được chọn một cách ngẫu nhiên bằng cách tung đồng xu. Câu lạc bộ chơi trận đấu chính thức đầu tiên trên sân khách vào ngày 21 tháng 3 năm 1919, và họ đã để thua đối thủ Valencia Gimnástico với tỉ số 0-1.
Valencia CF chuyển đến sân vận động Mestalla vào năm 1923. Trước đấy họ chơi trên khu đất Algirós. Valencia CF chơi trận đấu đầu tiên trên sân Mestalla gặp đối thủ Castellón Castalia. Kết thúc trận đấu, 2 đội hòa nhau 0-0. Trong trận đấu lại vào ngày hôm sau, Valencia giành chiến thắng với tỉ số 1-0. Valencia CF đoạt chức vô địch vùng vào năm 1923, và giành quyền tham dự cúp Nhà vua lần đầu tiên trong lịch sử.

### Thành công đầu tiên
Cuộc nội chiến Tây Ban Nha (1936-1939) đã ngăn cản bước tiến của Valencia. Phải cho tới năm 1941, đội bóng mới giành được danh hiệu đầu tiên là chức vô địch cúp Nhà vua sau khi đánh bại RCD Espanyol trong trận chung kết. Trong mùa giải 1941-1942, Valencia CF đã giành chức vô địch Tây Ban Nha lần đầu tiên. Mặc dù khi đó chiến thắng ở cúp Nhà vua danh tiếng hơn La Liga nhưng câu lạc bộ vẫn giữ vững sự ổn định để giành thêm chức vô địch La Liga vào các mùa giải 1943-1944, cũng như 1946-1947.
Trong thập niên 50, Valencia thất bại trong việc đạt được những danh hiệu lớn như thập niên trước. Mặc dù câu lạc bộ vẫn tiếp tục trưởng thành. Sự cơ cấu lại câu lạc bộ dẫn đến việc sân vận động Mestalla được mở rộng thành 45.000 chỗ ngồi. Trong đội hình của câu lạc bộ khi đó cũng có một số ngôi sao người Tây Ban Nha và người nước ngoài. Nổi bật trong đó là cầu thủ quốc tế người Tây Ban Nha Antonio Puchades và tiền đạo người Hà Lan Faas Wilkes. Trong mùa giải 1952-1953, Valencia CF kết thúc ở vị trí thứ 2 tại La Liga, và ở mùa giải tiếp theo câu lạc bộ giành chiến thắng ở Cúp Nhà vua.

### Thành công ở châu Âu
Ở những năm đầu thập niên 60, trong khi thi đấu khá xoàng xĩnh tại giải trong nước trong nước, thì Valencia CF lại giành được cúp UEFA. Trong mùa giải 1961-1962, Valencia đánh bại một đội bóng khác của Tây Ban Nha là FC Barcelona trong trận chung kết với tổng tỉ số sau 2 lượt trận đi và về là 7-3. Ở mùa giải tiếp theo 1962-1963, Valencia gặp một đội bóng của Croatia là Dinamo Zagreb, và họ lại giành chiến thắng với tổng tỉ số 4-1. Valencia lần thứ 3 liên tiếp có mặt trong trận chung kết cúp C2 ở mùa giải 1963-1964, nhưng lần này họ đã bị đánh bại bởi đội bóng đồng hương là Real Zaragoza với tỉ số 1-2.
Cựu cầu thủ từng 2 lần giành danh hiệu quả bóng vàng châu Âu Alfredo Di Stéfano được đưa về làm
trưởng của câu lạc bộ vào năm 1970, ngay lập ông thổi một luồng gió mới vào câu lạc bộ bằng chức vô địch Tây Ban Nha lần thứ 4. Danh hiệu này giúp Valencia lần đầu tiên được tham dự cúp C1, giải đấu dành cho những câu lạc bộ vô địch các giải quốc gia châu Âu. Valencia vào đến vòng 3 ở giải đấu này năm 1971-1972, trước khi thua đội đương kim vô địch Hungary là Újpest TE. Những cầu thủ nổi tiếng nhất của câu lạc bộ vào những năm 70 có thể kể đến tiền vệ người Áo Kurt Jara, tiền đạo Johnny Rep của Hà Lan và đặc biệt là tiền đạo Mario Kempes, người đã đoạt gianh hiệu vua phá lưới La Liga 2 mùa liên tiếp vào các năm 1976-1977 và 1977-1978. Valencia thêm một lần nữa giành được gianh hiệu cúp nhà vua vào mùa giải 1978-1979. Ở mùa giải sau đó 1979-1980 họ đoạt được chiếc cúp C2 đầu tiên sau khi đánh bại một đội bóng Anh là Arsenal FC trong trận chung kết. Kempes chính là người có công đầu của Valencia trong thành công đó.

### Xuống hạng và lên hạng
Năm 1982, câu lạc bộ chỉ định Miljan Miljanic là huấn luyện viên trưởng. Sau một mùa giải đáng thất vọng, Valencia đứng thứ 17 và phải đối mặt với khả năng xuống hạng khi giải đấu chỉ còn 7 vòng đấu nữa là kết thúc. Koldo Aguirre thay thế Miljanic làm huấn luyện viên trưởng, và Valencia đã may mắn đoạt được vừa đủ số điểm để trụ hạng năm đó. Trong 2 mùa giải tiếp theo 1983-1984 và 1984-1985, câu lạc bộ rơi vào tình trạng nợ nần chồng chất. Cuối cùng Valencia CF đứng ở vị trí cuối bảng và xuống hạng khi mùa giải 1985-1986 kết thúc. Khi đó đội bóng tan nát vì những vấn đề nội bộ như việc không trả đủ lương cho cầu thủ và ban huấn luyện, cũng như tinh thần rệu rã của toàn đội. Valencia xuống hạng lần đầu tiên sau 55 năm chơi bóng ở giải đấu hàng đầu Tây Ban Nha.
Arturo Tuzón trở thành vị tân chủ tịch của câu lạc bộ, và ông đã giúp cho Valencia CF trở lại với La Liga. Alfredo Di Stéfano trở lại làm huấn luyện viên vào năm 1986, ngay ở mùa giải đó Valencia giành quyền lên hạng. Di Stéfano giữ chức huấn luyện viên đến mùa giải 1987-1988, mùa giải mà Valencia kết thúc ở vị trí thứ 14 ở La Liga. Tiền đạo người Bulgari Luboslav Penev gia nhập câu lạc bộ vào năm 1989, với tham vọng giúp câu lạc bộ giành được vị trí vững chắc ở La Liga. Guus Hiddink được bổ nhiệm làm huấn luyện viên trưởng vào mùa giải 1991-1992, và câu lạc bộ kết thúc ở vị trí thứ 4 đồng thời vào đến vòng tứ kết của cúp nhà vua. Trong năm 1992, Valencia CF chính thức trở thành một công ty cổ phần thể thao, và giữ Hiddink là huấn luyện viên đến năm 1993.
Huấn luyện viên người Brazil Carlos Alberto Parreira, ngay sau chức vô địch thế giới cùng đội tuyển Brasil ở World Cup 1994, trở thành huấn luyện viên ở sân Mestalla vào năm 1994. Parreira ngay lập tức ký hợp đồng với thủ môn của đội tuyển Tây Ban Nha Adoni Zubizarreta và tiền đạo người Nga Oleg Salenko, cùng với Predrag Mijatovic. Nhưng những kết quả nghèo nàn của câu lạc bộ đã dẫn đến việc Parreira bị thay thế bởi huấn luyện viên José Manuel Rielo. Thế nhưng những thành công trước đây vẫn tiếp tục lảng tránh câu lạc bộ. Mặc dù được dẫn dắt bởi không ít các huấn luyện viên hàng đầu như Luis Aragonés hay Jorge Valdano; cũng như không ít các ngôi sao người nước ngoài như các tiền đạo người Brazil Romário, hay Claudio López và Ariel Ortega từ Argentina.

### Trở lại đấu trường châu Âu
Huấn luyện viên người Italia Claudio Ranieri là người chấm dứt quãng thời gian 19 năm khát danh hiệu, bằng việc dẫn dắt câu lạc bộ giành chiến thắng ở cúp Nhà vua năm 1999. Sau đó ông được thay thế bởi Héctor Cúper, và ngay lập tức Valencia lọt vào trận chung kết cúp C1 đầu tiên trong mùa giải 1999-2000. Mặc dù vậy họ đã thua với tỉ số 0-3 trước kỳ phùng địch thủ Real Madrid CF. Ở mùa giải sau Valencia lần thứ 2 liên tiếp lọt vào trận chung kết cúp C1, lần này họ lại để thua trước Bayern Munich sau loạt sút penalty đầy may rủi.
Héctor Cúper rời câu lạc bộ vào năm 2001, và Rafael Benítez được đưa lên làm huấn luyện viên trưởng. Ngay mùa giải đầu tiên của mình 2001-2002, Benítez đã dẫn dắt câu lạc bộ đến chức vô địch La Liga đầu tiên sau 31 năm. Hai mùa giải sau, Valencia đoạt cú đúp khi Benítez giúp câu lạc bộ giành chiến thắng thứ 2 ở La Liga trong 3 năm đồng thời vô địch cúp UEFA thứ 3 trong lịch sử của câu lạc bộ

## Các đời chủ tịch
- 1919-1922: Jorge
- 1922: Francisco Vidal Muñoz
- 1922-1924: Ramón Leonarte Ribera
- 1924-1925: Pablo Verdeguer Comes
- 1925-1929: Facundo Pascual Quilis
- 1929-1932: Juan Giménez Cánovas
- 1932-1933: Manuel García del Moral
- 1933-1935: Adolfo Royo Soriano
- 1935-1936: Francisco Almenar Quinzá
- 1939-1940: Alfredo Giménez Buesa
- 1940-1959: Luis Casanova Giner
- 1959-1961: Vicente Iborra Gil
- 1961-1973: Julio de Miguel y Martínez de Bujanda
- 1973-1975: Francisco Ros Casares
- 1976-1983: José Ramos Costa
- 1983-1986: Vicente Tormo Alfonso
- 1986-1993: Arturo Tuzón Gil
- 1993-1994: Melchor Hoyos Pérez
- 1994-1997: Francisco Roig Alfonso
- 1997-2001: Pedro Cortés García
- 2001-2004: Jaime Ortí Ruiz
- 2004-2007: Juan Bautista Soler
- 2007-2008: Agustin Moreira
- 2008: Juan Villalonga
- 2009-nay: Manuel Llorente

## Thành tích
- Vô địch Tây Ban Nha (La Liga): 6
  - 1942, 1944, 1947, 1971, 2002, 2004
- Cúp Nhà vua Tây Ban Nha (Copa del Rey): 8
  - 1941, 1949, 1954, 1967, 1979, 1999, 2008, 2019
- Siêu cúp bóng đá Tây Ban Nha: 2
  - 1949, 1999
- UEFA Champions League/Cúp C1
  - Á quân: 2000, 2001
- UEFA Cup Winners' Cup/Cúp C2: 1
  - 1980
- Tập tin:UEFA Cup (adjusted).png Cúp Inter-Cities Fairs/UEFA Cup/Cúp C3: 3
  - 1962, 1963, 2004
- UEFA Super Cup/Siêu cúp bóng đá châu Âu: 2
  - 1980, 2004
- Cúp Intertoto: 1
  - 1998

## Cầu thủ

### Đội hình hiện tại
Tính đến ngày 30/8/2024
Ghi chú: Quốc kỳ chỉ đội tuyển quốc gia được xác định rõ trong điều lệ tư cách FIFA. Các cầu thủ có thể giữ hơn một quốc tịch ngoài FIFA.
| Số | VT | Quốc gia      | Cầu thủ                                 |
| -- | -- | ------------- | --------------------------------------- |
| 1  | TM | Tây Ban Nha   | Jaume Doménech                          |
| 2  | HV | Bỉ            | Maximiliano Caufriez (mượn từ Clermont) |
| 3  | HV | Tây Ban Nha   | Cristhian Mosquera                      |
| 4  | HV | Guinée        | Mouctar Diakhaby                        |
| 5  | TV | Argentina     | Enzo Barrenechea (mượn từ Aston Villa)  |
| 6  | TV | Tây Ban Nha   | Hugo Guillamón                          |
| 7  | TV | Tây Ban Nha   | Sergi Canós                             |
| 8  | TV | Tây Ban Nha   | Javi Guerra                             |
| 9  | TĐ | Tây Ban Nha   | Hugo Duro                               |
| 10 | TV | Bồ Đào Nha    | André Almeida                           |
| 11 | TĐ | Tây Ban Nha   | Rafa Mir (mượn từ Sevilla)              |
| 12 | HV | Bồ Đào Nha    | Thierry Correia                         |
| 13 | TM | Bắc Macedonia | Stole Dimitrievski                      |

| Số | VT | Quốc gia    | Cầu thủ                      |
| -- | -- | ----------- | ---------------------------- |
| 14 | HV | Tây Ban Nha | José Gayà (đội trưởng)       |
| 15 | HV | Tây Ban Nha | César Tárrega                |
| 16 | TĐ | Tây Ban Nha | Diego López                  |
| 17 | TĐ | Tây Ban Nha | Dani Gómez (mượn từ Levante) |
| 18 | TV | Tây Ban Nha | Pepelu (đội phó)             |
| 20 | HV | Guadeloupe  | Dimitri Foulquier            |
| 21 | HV | Tây Ban Nha | Jesús Vázquez                |
| 22 | TĐ | Tây Ban Nha | Luis Rioja                   |
| 23 | TV | Tây Ban Nha | Fran Pérez                   |
| 24 | HV | Tây Ban Nha | Yarek Gasiorowski            |
| 25 | TM | Gruzia      | Giorgi Mamardashvili         |
| 30 | TĐ | Tây Ban Nha | Germán Valera                |

### Đội dự bị
Ghi chú: Quốc kỳ chỉ đội tuyển quốc gia được xác định rõ trong điều lệ tư cách FIFA. Các cầu thủ có thể giữ hơn một quốc tịch ngoài FIFA.
| Số | VT | Quốc gia    | Cầu thủ      |
| -- | -- | ----------- | ------------ |
| 27 | TĐ | Tây Ban Nha | David Otorbi |
| 28 | TV | Ghana       | Ali Fadal    |
| 32 | TV | Tây Ban Nha | Martín Tejón |

| Số | VT | Quốc gia    | Cầu thủ                     |
| -- | -- | ----------- | --------------------------- |
| 34 | TM | Tây Ban Nha | Raúl Jiménez                |
| 39 | HV | Tây Ban Nha | Ro Abajas (mượn từ Leganés) |

### Cho mượn
Ghi chú: Quốc kỳ chỉ đội tuyển quốc gia được xác định rõ trong điều lệ tư cách FIFA. Các cầu thủ có thể giữ hơn một quốc tịch ngoài FIFA.
| Số | VT | Quốc gia    | Cầu thủ                                      |
| -- | -- | ----------- | -------------------------------------------- |
| —  | TM | Tây Ban Nha | Cristian Rivero (tại Albacete đến 30/6/2025) |
| —  | HV | Thụy Sĩ     | Eray Cömert (tại Valladolid đến 30/6/2025)   |
| —  | HV | Thổ Nhĩ Kỳ  | Cenk Özkacar (tại Valladolid đến 30/6/2025)  |

| Số | VT | Quốc gia    | Cầu thủ                                     |
| -- | -- | ----------- | ------------------------------------------- |
| —  | TĐ | Tây Ban Nha | Hugo González (tại Cartagena đến 30/6/2025) |
| —  | TĐ | Tây Ban Nha | Alberto Marí (tại Zaragoza đến 30/6/2025)   |

## Đội ngũ huấn luyện
| Giám đốc kỹ thuật        | Miguel Ángel Corona                                                                            |
| HLV trưởng               | Rubén Baraja                                                                                   |
| Trợ lý HLV trưởng        | Toni Seligrat                                                                                  |
| HLV kỹ thuật             | Carlos Marchena                                                                                |
| Nhà phân tích hiệu suất  | Fran Lapiedra                                                                                  |
| Huấn luyện viên thủ môn  | José Manuel Ochotorena                                                                         |
| Nhà vật lý trị liệu      | Carlos Horacio González González José Luis Estellés Mario Jarque Álex Castillo Pascual Castell |
| Physical readapter       | Jordi Sorlí                                                                                    |
| Nhà phân tích tuyển dụng | Juan Monar                                                                                     |
| Trưởng dịch vụ y tế      | Pedro López Mateu                                                                              |
| Bác sĩ câu lạc bộ        | Pascual Casany Juan Aliaga Antonio Maestro                                                     |
| Đại diện                 | Paco Camarasa                                                                                  |

Cập nhật lần cuối: tháng 2/2023
Nguồn: Valencia CF